# Niklas Rubin
Niklas Rubin (* 23. Dezember 1995 in Kungsbacka) ist ein schwedischer Eishockeytorwart, der seit Mai 2022 für Porin Ässät in der finnischen Liiga spielt. Rubin spielte zuvor für Luleå HF und Frölunda HC in der Svenska Hockeyligan. Er ist mit der schwedischen Fußballspielerin Pauline Hammarlund liiert.

## Karriere

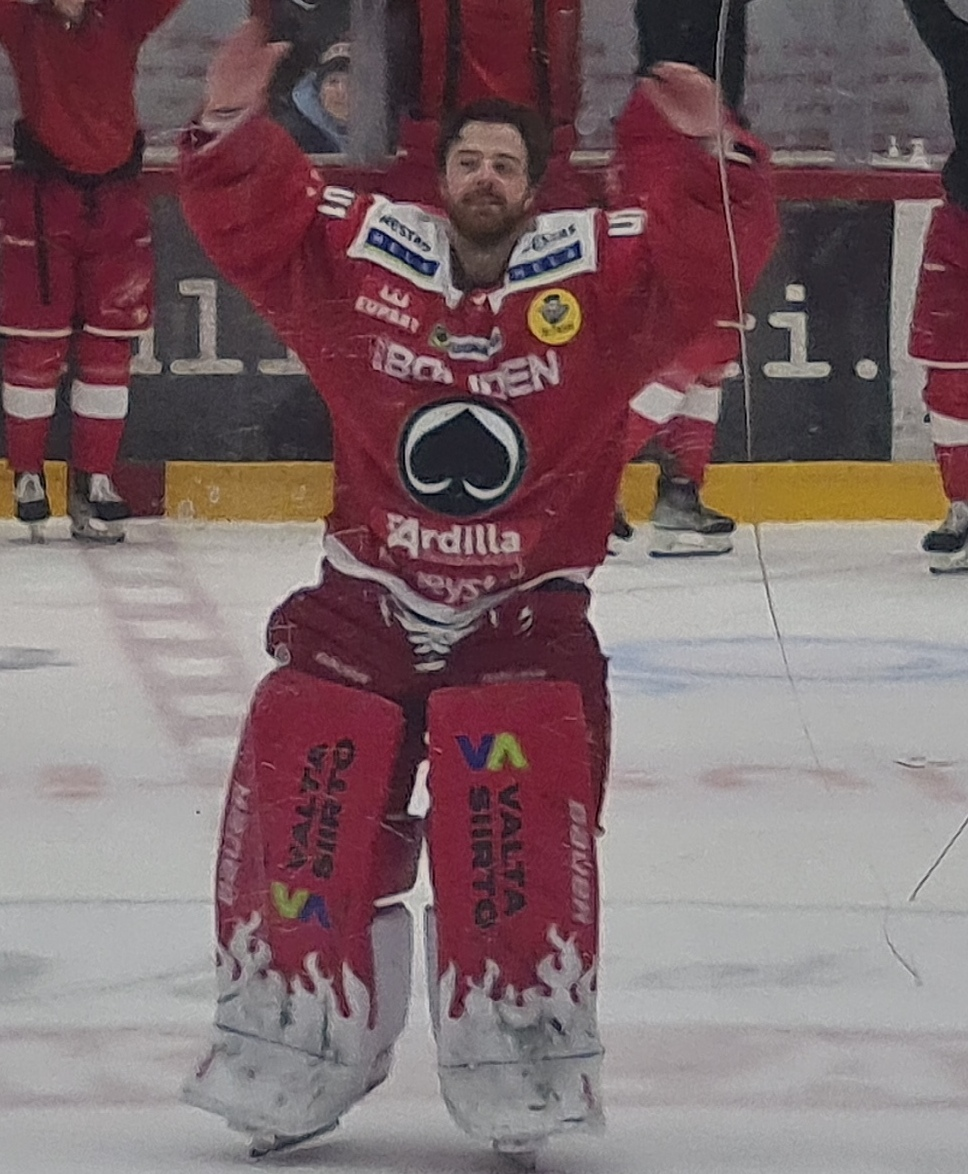
Rubin im Trikot von Porin Ässät (2023)

Rubin spielte bis zum Sommer 2014 in den Juniorenmannschaften seines Ausbildungsvereins Hanhals IF. Anschließend war der Torwart in der Saison 2014/15 im Nachwuchs des Tingsryds AIF aktiv, ehe er eine Spielzeit beim Varberg HK in der drittklassigen Hockeyettan verbrachte und damit sein Debüt bei den Senioren feierte. Danach kehrte er wieder zum Tingsryds AIF zurück, wo Rubin in der Saison 2016/17 sein Profidebüt in der zweitklassigen HockeyAllsvenskan gab. In Tingsryd war der Schlussmann insgesamt zwei Spielzeiten aktiv, ehe er für ein Jahr zu Luleå HF in die Svenska Hockeyligan wechselte.
Im Jahr 2019 wechselte Rubin mit einem Zweijahresvertrag vom Luleå HF zum Frölunda HC. Über den Zeitraum von zwei Spielzeiten absolvierte Rubin über 60 Partien für den Klub und gewann mit dem Team im Jahr 2020 die Champions Hockey League. Er verlängerte seinen Vertrag mit Frölunda im Februar 2021 vorzeitig um ein Jahr. Nach einem weiteren Jahr in Frölunda unterzeichnete Rubin im Mai 2022 einen Einjahresvertrag bei Porin Ässät aus der finnischen Liiga. Bereits im Januar 2023 verlängerte Porin Ässät seinen Vertrag um ein Jahr. Rubin spielte in insgesamt 47 Spielen der Hauptrunde der Saison 2022/23. Er verhalf Ässät zum Erreichen der Playoffs, nachdem der Verein sich in den fünf Jahren zuvor nicht qualifiziert hatte. Im November 2023 verlängerte Rubin seinen Vertrag bis zur Saison 2024/25.

### International
Im Verlauf der Saison 2020/21 kam Rubin im Rahmen der Euro Hockey Tour zu seinen ersten Einsätzen für die schwedische Nationalmannschaft.

## Erfolge und Auszeichnungen
- 2020 Champions-Hockey-League-Gewinn mit dem Frölunda HC
- 2025 Urpo-Ylönen-Trophäe